# Gaudí a la millor pel·lícula documental
La següent llista és la de les pel·lícules nominades i guanyadores del Premi Gaudí a la Millor pel·lícula documental, des de l'any 2009, quan es van crear.

## Palmarès
| Any                        | Documental                                                   | Director                                     |
| -------------------------- | ------------------------------------------------------------ | -------------------------------------------- |
| 2009                       | Bucarest, la memòria perduda                                 | Albert Solé                                  |
| 2009                       | Cinemacat.cat                                                | Antoni Verdaguer                             |
| 2009                       | La zona de Tarkovsky                                         | Salomón Shang                                |
| 2009                       | Nedar                                                        | Carla Subirana                               |
| 2010                       | Garbo, l'home que va salvar el món                           | Edmon Roch                                   |
| 2010                       | A través del Carmel                                          | Claudio Zulian                               |
| 2010                       | Cataluña-Espanya                                             | Isona Passola                                |
| 2010                       | Hollywood contra Franco                                      | Oriol Porta                                  |
| 2011                       | Bicicleta, cullera, poma                                     | Carles Bosch                                 |
| 2011                       | ¿Dónde se nacionaliza la marea?                              | Carlos Benpar                                |
| 2011                       | Familystrip                                                  | Lluís Miñarro                                |
| 2011                       | María y yo                                                   | Félix Fernández de Castro                    |
| 2012                       | Barcelona, abans que el temps ho esborri                     | Mireia Ros                                   |
| 2012                       | Al final de la escapada                                      | Albert Solé                                  |
| 2012                       | Enxaneta                                                     | Paulí Subirà i Claramunt                     |
| 2012                       | La maleta mexicana                                           | Trisha Ziff                                  |
| 2013                       | Jordi Dauder, la revolució pendent                           | Antoni Verdaguer                             |
| 2013                       | Al fossat                                                    | Ricardo Íscar                                |
| 2013                       | Hollywood Talkies                                            | Òscar Pérez i Mia De Ribot                   |
| 2013                       | Pepe & Rubianes                                              | Manuel Huerga                                |
| 2013                       | Volar                                                        | Carla Subirana                               |
| 2014                       | Món petit                                                    | Marcel Barrena                               |
| 2014                       | Bajarí                                                       | Eva Vila                                     |
| 2014                       | Els records glaçats                                          | Albert Solé                                  |
| 2014                       | Serrat y Sabina, el símbolo y el cuate                       | Francesc Relea                               |
| 2015                       | Gabor                                                        | Sebastián Alfie                              |
| 2015                       | Bugarach                                                     | Ventura Durall Sergi Cameron Salvador Sunyer |
| 2015                       | Els anys salvatges                                           | Ventura Durall                               |
| 2015                       | Demà moriré                                                  | Justin Webster                               |
| 2016                       | Game Over                                                    | Alba Sotorra                                 |
| 2016                       | Gabo, la creación de Gabriel García Márquez                  | Justin Webster                               |
| 2016                       | La Granja del Pas                                            | Sílvia Munt                                  |
| 2016                       | Un día vi 10.000 elefantes                                   | Alex Guimerà Juan Pajares                    |
| 2017                       | Alcaldessa                                                   | Pau Faus                                     |
| 2017                       | Bigas x Bigas                                                | Bigas Luna                                   |
| 2017                       | Priorat                                                      | David Fernández de Castro                    |
| 2017                       | Sexe, maraques i chihuahues                                  | Diego Mas Trelles                            |
| 2018                       | La Chana                                                     | Lucija Stojevic                              |
| 2018                       | Classe valenta                                               | Víctor Alonso Berbel                         |
| 2018                       | Lesa humanitat                                               | Héctor Fáver                                 |
| 2018                       | Sasha                                                        | Fèlix Colomer                                |
| 2019                       | Petitet                                                      | Carles Bosch                                 |
| 2019                       | Comandant Arian                                              | Alba Sotorra                                 |
| 2019                       | I hate New York                                              | Gustavo Sánchez                              |
| 2019                       | Trinta lumes                                                 | Diana Toucedo                                |
| 2020                       | El quart regne. El regne dels plàstics                       | Adán Aliaga i Àlex Lora                      |
| 2020                       | City for sale                                                | Laura Álvarez                                |
| 2020                       | Idrissa. Crònica d'una mort qualsevol                        | Xapo Ortega i Xavier Artigas                 |
| 2020                       | Peret, yo soy la rumba                                       | Paloma Zapata                                |
| 2021                       | My Mexican Bretzel                                           | Nuria Giménez Lorang                         |
| 2021                       | ¿Puedes oírme?                                               | Pedro Ballesteros                            |
| 2021                       | La mami                                                      | Laura Herrero Garvin                         |
| 2021                       | The Mystery of the Pink Flamingo                             | Javier Polo                                  |
| 2022                       | El retorn: la vida després de l'ISIS                         | Alba Sotorra                                 |
| 2022                       | Balandrau, infern glaçat                                     | Guille Cascante                              |
| 2022                       | El niño de fuego                                             | Ignacio Acconcia                             |
| 2022                       | Un blues per a Teheran                                       | Javier Tolentino                             |
| 2023                       | El sostre groc                                               | Isabel Coixet                                |
| 2023                       | Cantando en las azoteas                                      | Enric Ribes                                  |
| 2023                       | Oswald. El falsificador                                      | Kike Maíllo                                  |
| 2023                       | Tolyatti Adrift                                              | Laura Sisteró                                |
| 2024                       | Mentre siguis tu, l'aquí i l'ara de Carme Elías              | Claudia Pinto                                |
| 2024                       | Alteritats                                                   | Alba Cros i Nora Haddad                      |
| 2024                       | Hermano Caballo                                              | Marcel Barrena                               |
| 2024                       | Muyeres                                                      | Marta Lallana                                |
| 2025                       |                                                              |                                              |
| La fugida                  | Patricia Franquesa                                           |                                              |
| Diari de la meva sextorsió | Josep Morell Feixas, Guillem Sánchez Marin i Marc M. Sarrado |                                              |
| La joia - Bad Gyal         | David Camarero                                               |                                              |
| Sau, la memòria submergida | Ot Burgaya                                                   |                                              |